# Lagoa Azul (Natal)
Lagoa Azul é um bairro da zona norte de Natal, capital do estado do Rio Grande do Norte.
Um dos bairros mais recentes da cidade, teve origem em 1983 com o surgimento dos loteamentos Gramoré e Nova Natal, numa época em que a capital vivia um grande crescimento urbano e populacional. Em menos de uma década, a população chegou a 33 mil habitantes (censo de 1991) e, em 5 de abril de 1993, por meio da pela lei municipal 4 328, teve seus limites definidos e tornou-se oficialmente um bairro com o nome de Lagoa Azul, em referência a uma das lagoas existentes da área.
Ao longo dos anos 1990, o bairro continuou seu crescimento, atingindo a marca de 40 mil habitantes em 1996 e dos 50 mil em 2000. No último censo demográfico realizado no Brasil, já era o segundo bairro mais populoso da capital, com 61 289 habitantes, superado apenas por Nossa Senhora da Apresentação, com quem se limita a oeste e é separado deste pela linha férrea do Sistema de Trens Urbanos de Natal. É servido por duas estações da linha norte: Nordelândia e Nova Natal.
Depois de Potengi, seu vizinho a sul, é o bairro mais alfabetizado da zona norte de Natal, com uma taxa de 87,36%, considerando a população de idade igual ou superior a cinco anos. Apresenta uma renda média mensal de 0,79 salários mínimos e é, ainda, um dos bairros mais violentos da cidade, apresentando uma das maiores taxas de homicídios dentre os bairros de Natal.
Parte da área de Lagoa Azul está inserida na Zona Proteção Ambiental 9 (ZPA-09) que, conforme o plano diretor de Natal, abrange as lagoas e dunas próximas ao Rio Doce, que demarca o limite do bairro com o município de Extremoz a norte.